# Hankovycja
Hankovycja, česky a slovensky Hankovice, ukrajinsky Ганьковиця, maďarsky Kisanna, je obec v mukačevském okrese Zakarpatské oblasti Ukrajiny. Patří do Nelipynské vesnické komunity. V roce 2001 bylo 90,5% obyvatel obce rusínské národnosti. V roce 2025 zde žilo 568 obyvatel.
Východně od vesnice leží hora Stij, nejvyšší vrchol horského masivu Polonina Boržava, který je součástí Poloninského hřbetu. Nadmořská výška vrcholu je 1681 metrů.

## Historie
První písemná zmínka o obci pochází z roku 1648. Do uzavření Trianonské smlouvy byla ves součástí Uherska, poté byla, pod názvem Hankovice, součástí československé první republiky. V  roce 1921 zde stálo 82 domů a žilo 549 obyvatel, z toho 7 Čechů a Slováků, 413 Rusínů, 25 Židů a 24 Němců.
Od roku 1945 byla obec součástí Ukrajinské sovětské socialistické republiky, která byla součástí SSSR, a nakonec od roku 1991 je součástí samostatné Ukrajiny.

## Osobnosti
- Ilja Marcij (1921–1990), příslušník 1. československého armádního sboru